# Sonia Denoncourt
Sonia Denoncourt (né le 25 juin 1964 à Sherbrooke, au Québec) est une ancienne arbitre canadienne de soccer. Elle est la première arbitre féminine accréditée à la FIFA, et ceci dès 1994.

## Carrière
Elle a officié dans des compétitions majeures :
- Coupe du monde de football féminin 1995 (2 matchs)
- Jeux olympiques 1996 (3 matchs)
- Coupe du monde de football féminin 1999 (3 matchs)
- Jeux olympiques 2000 (3 matchs dont la finale)
- Coupe du monde de football féminin 2003 (3 matchs)